# Schillwitzhausen
Schillwitzhausen ist ein Stadtteil von Geisenfeld im oberbayerischen Landkreis Pfaffenhofen an der Ilm. Das Kirchdorf liegt circa zweieinhalb Kilometer nördlich von Geisenfeld und ist über die Staatsstraße 2232 zu erreichen.

## Geschichte
Der ursprünglich Hausen genannte Ort im Überschwemmungsgebiet der Ilm gelangte 1150 in den Besitz des Ministerialengeschlechts der Schilwaz, die hier eine Wasserburg errichteten. Nachdem 1484 dieses Geschlecht ausgestorben war, kam die Burg an Herzog Albrecht IV., der sie dem Pfleggericht Vohburg unterstellte.  
Am 1. April 1971 wurde Schillwitzhausen als Ortsteil der ehemals selbständigen Gemeinde Schillwitzried in die Stadt Geisenfeld eingegliedert.

## Baudenkmäler
Siehe auch: Liste der Baudenkmäler in Geisenfeld#Weitere Ortsteile
- Katholische Filialkirche St. Nikolaus, erbaut im 17. Jahrhundert

## Bodendenkmäler
Siehe: Liste der Bodendenkmäler in Geisenfeld